# 自西站
自西站（朝鲜语：자서역；）曾为朝鲜铁路北部内陆线上的一个车站，位于两江道金正淑郡，启用及废止时间不明。